# Костюнинская (Марьинский сельсовет)
Костюнинская — деревня в Вожегодском районе Вологодской области.
Входит в состав Явенгского сельского поселения (с 1 января 2006 года по 9 апреля 2009 года входила в Марьинское сельское поселение), с точки зрения административно-территориального деления — в Марьинский сельсовет.
Расстояние до районного центра Вожеги по автодороге — 26 км, до центра муниципального образования Базы по прямой — 10 км. Ближайшие населённые пункты — Сямба, Фомищево, Фоминская, Савинская.
По данным переписи в 2002 году постоянного населения не было.